# 10e cérémonie des Tony Awards
La 10e cérémonie des Tony Awards a eu lieu le 1er avril 1956 au Plaza Hotel, à New York. Pour la première fois, la cérémonie a été retransmise à la télévision, sur la chaîne DuMont Channel 5, dans le but de «susciter un plus grand intérêt du public pour la plus importante cérémonie de remise des prix de Broadway». Pour la première fois également, les nommés ont été annoncés avant la cérémonie.

## Cérémonie
La cérémonie présentée par Jack Carter pour la première partie et Helen Hayes pour la suite. Les interprètes étaient George Gaines et Michael King. La musique était de Meyer Davis et son orchestre. Plus de 500 personnes ont assisté au dîner dansant.

### Production
| Outstanding Play - The Diary of Anne Frank de Frances Goodrich et Albert Hackett. Produit par Kermit Bloomgarden. - Bus Stop de William Inge. Produit par Robert Whitehead et Roger L. Stevens. - Cat on a Hot Tin Roof de Tennessee Williams. Produit par The Playwrights' Company - Tiger at the Gates de Jean Giraudoux, adapté par Christopher Fry. Produit par Robert L. Joseph, The Playwrights' Company et Henry M. Margolis. - The Chalk Garden de Enid Bagnold. Produit par Irene Mayer Selznick. | Outstanding Musical - Damn Yankees de George Abbot et Douglass Wallop. Musique de Richard Adler et Jerry Ross. Produit par Frederick Brisson, Robert Griffith et Harold S. Prince en association avec Albert B. Taylor. - Pipe Dream. Livret et paroles de Oscar Hammerstein II, musiques de Richard Rodgers. Produit par Rodgers et Hammerstein. |

### Performance
| Distinguished Dramatic Actor - Paul Muni (Inherit the Wind) - Ben Gazzara (A Hatful of Rain) - Boris Karloff (The Lark) - Michael Redgrave (Tiger at the Gates) - Edward G. Robinson (Middle of the Night) Distinguished Dramatic Actress - Julie Harris (The Lark) - Barbara Bel Geddes (Cat on a Hot Tin Roof) - Gladys Cooper (The Chalk Garden) - Ruth Gordon (The Matchmaker) - Siobhán McKenna (The Chalk Garden) - Susan Strasberg (The Diary of Anne Frank) Distinguished Musical Actor - Ray Walston (Damn Yankees) - Stephen Douglass (Damn Yankees) - William Johnson (Pipe Dream) Distinguished Musical Actress - Gwen Verdon (Damn Yankees) - Carol Channing (The Vamp) - Nancy Walker (Phoenix '55) | Distinguished Supporting or Featured Dramatic Actor - Ed Begley (Inherit the Wind) - Anthony Franciosa (A Hatful of Rain) - Andy Griffith (No Time for Sergeants) - Anthony Quayle (Tamburlaine the Great) - Fritz Weaver (The Chalk Garden) Distinguished Supporting or Featured Dramatic Actress - Una Merkel (The Ponder Heart) - Diane Cilento (Tiger at the Gates) - Anne Jackson (Middle of the Night) - Elaine Stritch (Bus Stop) Distinguished Supporting or Featured Musical Actor - Russ Brown (Damn Yankees) - Mike Kellin (Pipe Dream) - Will Mahoney (Finian's Rainbow) - Scott Merrill (The Threepenny Opera) Distinguished Supporting or Featured Musical Actress - Lotte Lenya (The Threepenny Opera) - Rae Allen (Damn Yankees) - Pat Carroll (Catch a Star) - Judy Tyler (Pipe Dream) |

### Artisans
| Outstanding Director - Tyrone Guthrie (The Matchmaker) - Joseph Anthony (The Lark) - Harold Clurman (Bus Stop / Pipe Dream / Tiger at the Gates) - Tyrone Guthrie (The Matchmaker / Six Characters in Search of an Author / Tamburlaine the Great) - Garson Kanin (The Diary of Anne Frank) - Elia Kazan (Cat on a Hot Tin Roof) - Albert Marre (The Chalk Garden) - Herman Shumlin (Inherit the Wind) Outstanding Choreographer - Bob Fosse (Damn Yankees) - Robert Alton (The Vamp) - Boris Runanin (Phoenix '55 / Pipe Dream) - Anna Sokolow (Red Roses for Me) Scenic Designer - Peter Larkin (Inherit the Wind / No Time for Sergeants) - Boris Aronson (The Diary of Anne Frank / Bus Stop / Once Upon a Tailor / A View from the Bridge) - Ben Edwards (The Ponder Heart / Someone Waiting / The Honeys) - Jo Mielziner (Cat on a Hot Tin Roof / The Lark / Middle of the Night / Pipe Dream) - Raymond Sovey (The Great Sebastians) | Costume Designer - Alvin Colt (Pipe Dream) - Mainbocher (The Great Sebastians) - Alvin Colt (The Lark / Phoenix '55 / Pipe Dream) - Helene Pons (The Diary of Anne Frank / Heavenly Twins / A View from the Bridge) Conductor and Musical Director - Hal Hastings (Damn Yankees) - Salvatore Dell'Isola (Pipe Dream) - Milton Rosenstock (The Vamp) Stage Technician - Harry Green, électricien et technicien son, (Middle of the Night / Damn Yankees) - Larry Bland, menuisier, (Middle of the Night / The Ponder Heart / Porgy and Bess) |

Plusieurs prix spéciaux ont été remis dont un à la ville de New-York, un au Théâtre Chekov, un à la troupe The Shakespearewrights, un à la production de L'Opéra de quat'sous et un dernier à la Collection de théâtre de la New York Public Library à l'occasion de son vingt-cinquième anniversaire, pour ses services distingués au théâtre.